# Disc magnetoòptic

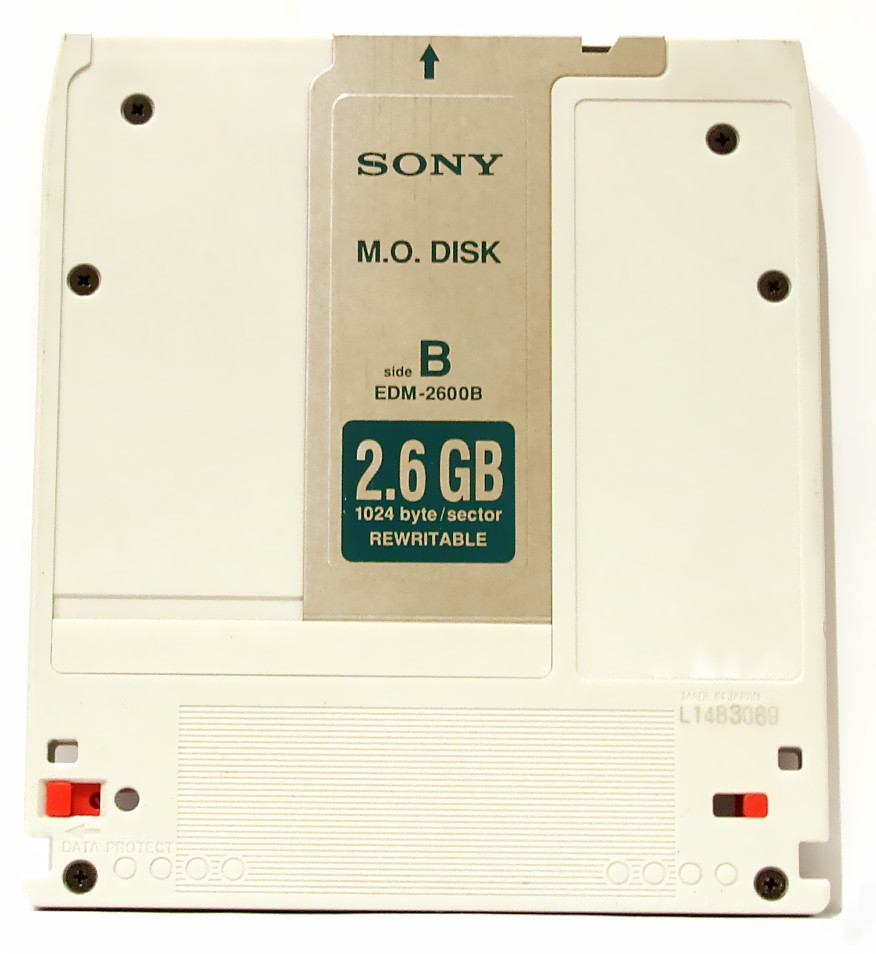
Disc magneto-òptic de 2.6GB i 130 mm.

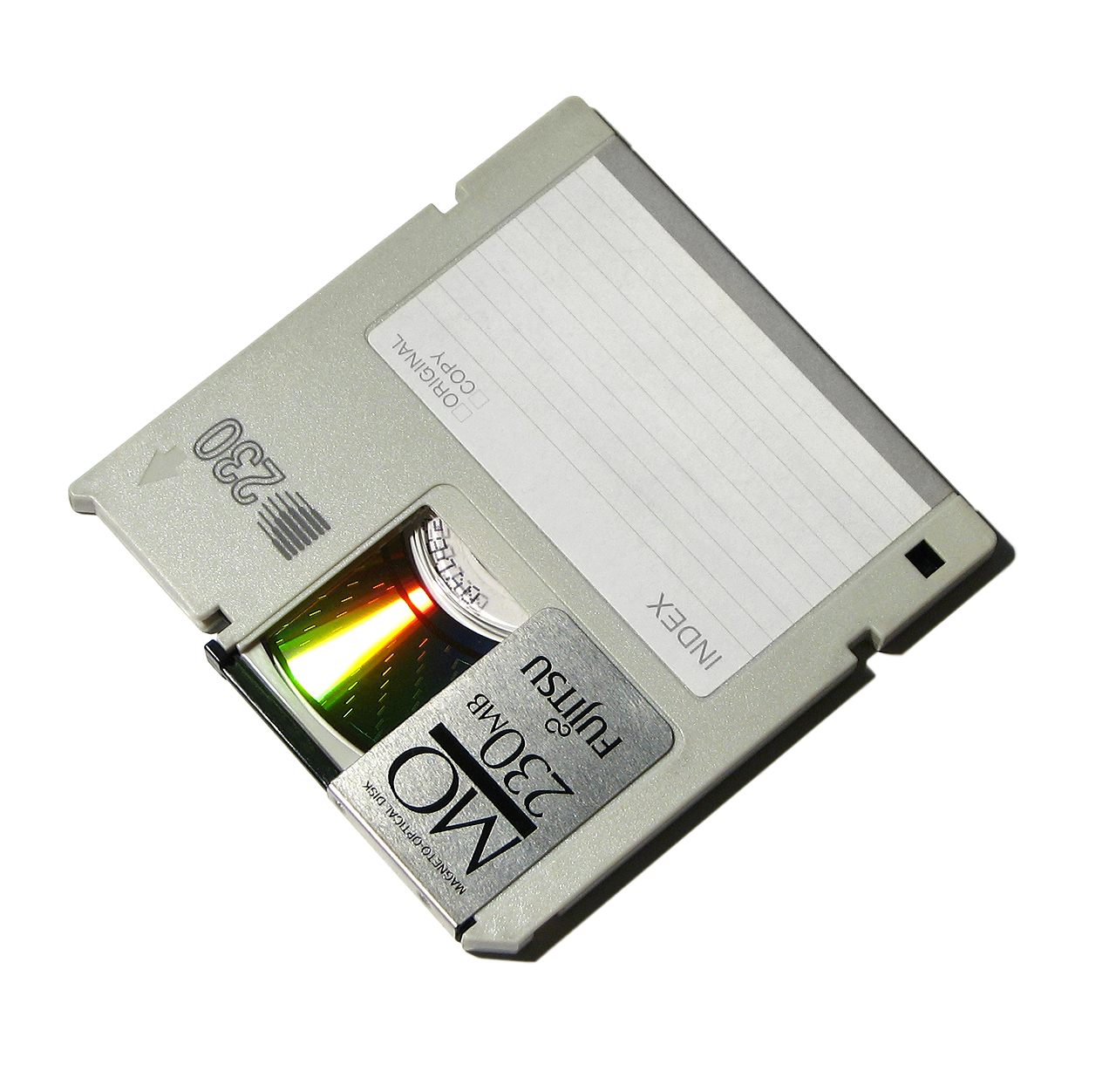
Disc magneto-òptic Fujitsu de 230 MB i 90 mm.

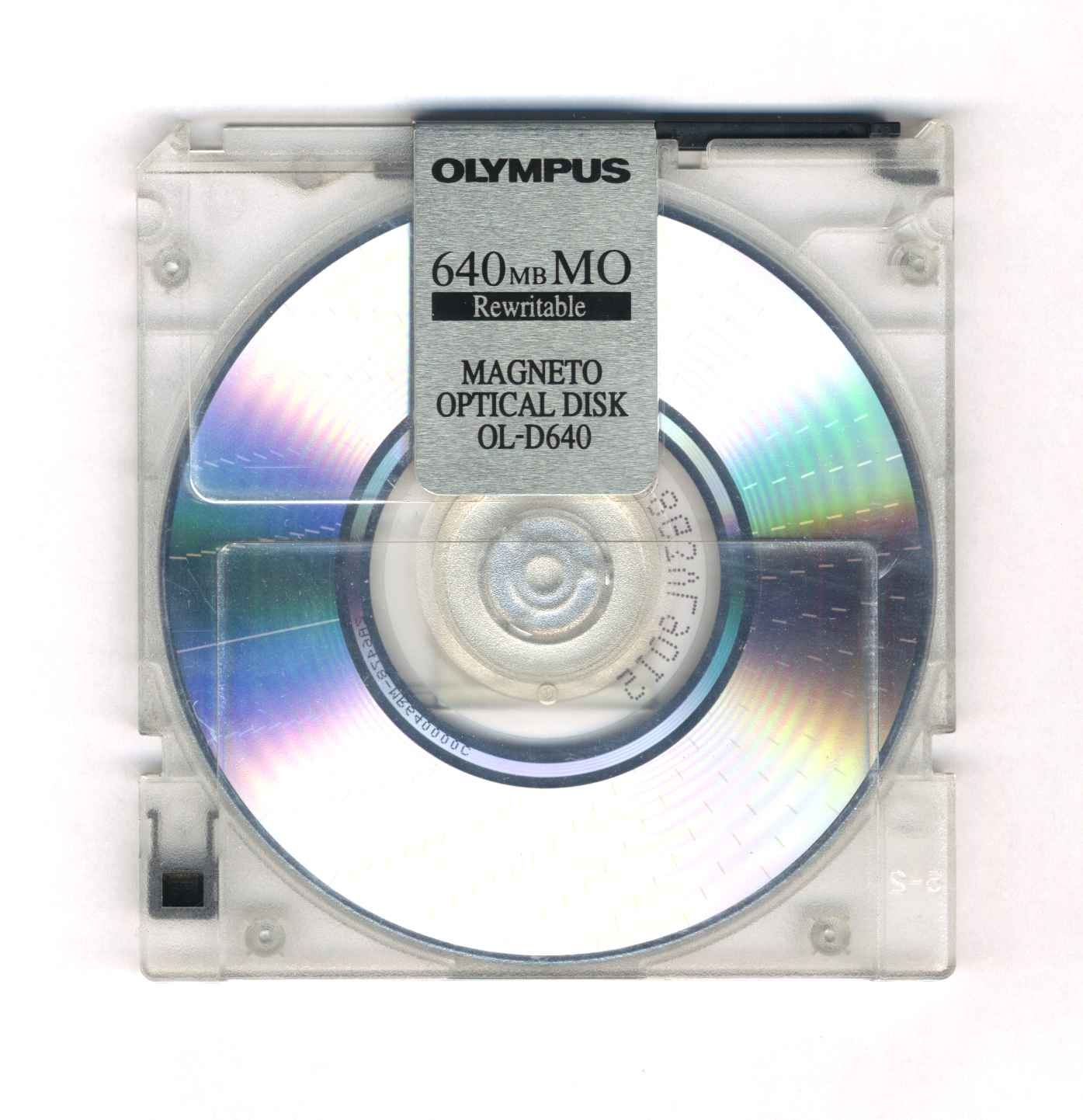
Disc magnetoòptic de 640MB i 90 mm.

Un  disc magnetoòptic  és dispositiu d'emmagatzematge de dades. És un disc òptic en què es poden enregistrar, llegir, esborrar i tornar a enregistrar dades. Igual que un CD-RW, pot contenir dades informàtiques de qualsevol tipus: text, àudio, vídeo.... La gravació magnetoòptica és un sistema combinat que grava la informació de forma magnètica sota la incidència d'un raig làser, i la reprodueix per mitjans òptics.
No és possible alterar el contingut dels discos magnetoòptics per mitjans únicament magnètics, el que els fa resistents a aquest tipus de camps, a diferència dels disquets. Els fabricants d'aquest tipus de suports asseguren que són capaços d'emmagatzemar dades durant trenta anys sense distorsions ni pèrdues. Un exemple de disc magnetoòptic és el minidisc.
Les unitats de gravació de discs magnetoòptics verifiquen la informació després d'escriure, de la mateixa manera que la disquetera, Reintenta l'operació en cas de falla o informa el sistema operatiu si no pot efectuar-se. Això provoca una demora en l'escriptura tres vegades superior a la lectura, però fa que els discs siguin summament segurs, a diferència dels CD-R o DVD-R on les dades són escrits sense cap verificació.
Els discs d'emmagatzematge magnetoòptic solen ser reconeguts pel sistema operatiu com discs durs, ja que no requereixen un sistema de fitxers especial i poden ser formatats a FAT, HPFS, NTFS, etc.
Actualment el seu ús principal és com a sistema de còpia de seguretat de ràpida disponibilitat i com a unitat Network-attached storage per a emmagatzemar dades que solen canviar poc i on majoritàriament s'afegeixen nous fitxers, com una base de dades documental o les digitalitzacions de catàlegs, llibres, diaris i documents.

## Informació tècnica
El disc magnetoòptic consta d'una capa ferromagnètic coberta per una de plàstic, i mai hi ha contacte físic amb ell. Les dades es graven en un aliatge metàl·lic que es coneix com a recobriment de canvi de fase.

### Gravació
Una molt petita porció de la superfície del disc és escalfada amb un làser mentre la zona es troba sota la influència d'un camp magnètic. Quan aquest punt del  recobriment de canvi de fase  arriba a una temperatura crítica coneguda com  de Curie  (prop de 180 °C) es modifica el seu estat de cristal·lització i l'estructura del material es torna temporalment gravable dins d'ell. Aprofitant el canvi en l'estat de cristall, el flux magnètic present a la regió reorienta els dominis magnètics dins d'aquesta zona temporalment vulnerable de l'aliatge metàl·lica. Aquest ordenament és realitzat en direccions oposades, en funció de la informació binària, la qual d'aquesta manera queda emmagatzemada permanentment.
En sortir de la zona de gravació com a producte de la rotació del disc, el material es refreda ràpidament, i el magnetisme induït que roman en aquest punt produeix que no es recristal·litzi adequadament, de manera que no torna al seu estat original, canviant així la seva reflectivitat.

### Esborrat
Si no hi ha present cap flux magnètic intens quan el material arriba a la temperatura de Curie, la seva estructura cristal es relaxa i normalitza, i produeix l'esborrat de la informació existent en aquest punt.

### Lectura
Durant la lectura, el làser disminueix la seva potència i es posiciona sobre el disc que, segons l'estat magnètic de cada punt de la superfície, reflecteix la llum de forma diferent a causa de l'efecte Kerr de birrefringència. El raig reflectit és detectat per un sensor de forma similar a la utilitzada en els lectors de discs compactes.

## Història
Els  discs MO  van aparèixer a finals dels vuitanta. Inicialment eren de 5,25 polzades (130 mm), similars a un cd encapsulat dins d'un cartutx. Després van aparèixer els de 3,5 (90 mm). Els ordinadors NeXT van ser els primers a oferir de sèrie aquesta tecnologia, però Cànon la va proporcionar a altres fabricants. El 1997 va aparèixer la tecnologia de Light Intensity Modulated Direct Overwrite, que aconseguia incrementar el nivell de rendiment dels discos.

### Unitats de 90 mm
Les unitats de 3,5 (90 mm) venen a tenir la mida i aspecte d'una unitat de disquet, però amb la profunditat d'un disc dur de 3,5. el suport té la mida d'un disquet de 1.44 MB, però dues vegades més gruixut a causa de la coberta que els protegeix de la pols. Mentre que els de 130 mm són sempre dispositius SCSI, els de 90 mm poden ser SCSI, IDE o USB. A més, mentre que els de 130 mm tenen dues cares preparades per emmagatzemar dades, els de 90 mm només tenen una cara de dades, de manera que el seu suport no està preparat per poder girar-lo (un dispositiu de seguretat similar al de l'disquet impedeix la introducció errònia del suport).
Cada cicle d'escriptura requereix una passada del làser per a esborrar la superfície, i una altra perquè l'imant escrigui la informació. El 1996, la tecnologia Direct Overwrite (sobreescriptura directa) va ser introduïda en els discs magnetoòptics de 3.5 ", això evitava l'esborrat inicial abans de l'escriptura, també requeria l'ús de dispositius especials.
La capacitat dels discos de 90 mm era inicialment de 128 MB i es va anar ampliant successivament a 230 MB, 530 MB, 640 MB, 1,3 GB i 2,3 GB. Totes les unitats són capaços de llegir i majoritàriament escriure en els suports de menys capacitat, una de les causes de la seva popularitat en el camp del disseny gràfic, ja que amb el Iomega Zip van desplaçar a les unitats SyQuest com mitjà de traslladar els treballs d'art final de l'editor/creatiu a la impremta. Això permetia que només haguessin de fer servir un suport llegit per les unitats d'ambdós (normalment la impremta s'actualitzava amb més freqüència per poder abastar més clients) i el preu era assequible per a les petites empreses i fins i tot els particulars.
Fujitsu va ser el major fabricant d'unitats de 90 mm amb les seves sèries Dynamo, però ha descatalogat la seva producció i venda. Avui en dia només MaxOptix (que és el major fabricant de 130 mm) i PDO Konica Minolta continuen fabricant unitats de 90 mm; les dues companyies tenen actualment disponible una unitat pocket externa de 3,5 i 1.3 GB amb interfície USB per un preu similar (399 dòlars o euros, depenent de la marca i/o el distribuïdor)

## Innovacions recents
El 2004, Sony va llançar un MiniDisc d'1 GB de capacitat anomenat "Hi-MD". Aquest augment en sis vegades es va deure a una nova tècnica: a diferència dels MiniDisc normals, els de gran capacitat tenen pistes més fines que, en ser llegides, es redimensionen fins a arribar a una mida llegible. Estan formats per 3 capes: una de desplaçament, una d'intercanvi i una de memòria. Quan no estan sent llegits, el camp magnètic en la capa de memòria és el mateix que en les de desplaçament i intercanvi. Però al posicionar el raig làser sobre la pista, la capa d'intercanvi, que té un punt de Curie més baix que les altres, es desmagnetitza i es desacobla de la capa de desplaçament, la capa magnètica al voltant de la pista està desactivada, causant que aquesta s'expandeixi a una mida llegible.